# Ősi
Ősi es un pueblo ubicado en el distrito de Várpalota, en el condado de Veszprém, Hungría.

## Superficie
Posee una superficie de 35,86 kilómetros cuadrados.

## Demografía
Hasta 2019 la población era de 1959 habitantes, con una densidad de población de 54,63 habitantes por kilómetro cuadrado.